# Tim Rühl
Tim Rühl (* 31. März 1998 in Waldshut-Tiengen) ist ein deutscher Tennisspieler.

## Karriere
Rühl spielte zwischen 2012 und 2016 auf der ITF Junior Tour, wo er vielversprechende Ergebnisse erzielte. Er nahm 2016 mit dem Turnier in Wimbledon einmal an einem Grand-Slam-Turnier teil, wo er im Einzel und Doppel zum Auftakt ausschied. Darüber hinaus gewann er drei Einzel- und zwei Doppeltitel bei Turnieren eher niedriger Wertigkeit. In der Junioren-Rangliste erreichte er mit Platz 61 seine höchste Notierung.
Von 2017 bis 2021 absolvierte Rühl ein Bachelor-Studium an der Arizona State University. Im College Tennis lautete seine Bilanz nach dem Abschluss 40:23 im Einzel. Im Doppel erreichte er Rang 22 der College-Rangliste. Für ein Postgraduales Studium wechselte Rühl für ein Jahr an die Texas Christian University.
Bei den Profis spielte Rühl 2023 das erste Mal regelmäßig. Sein bislang bestes Resultat im Einzel hatte er bereits 2018 erreicht, als er bei einem Turnier der ITF Future Tour das einzige Mal im Halbfinale stand. Erfolge erzielte er ansonsten vor allem im Doppel. 2023 gewann er mit Patrick Zahraj den ersten Future-Titel, mit dem er das Jahr erstmals in den Top 1000 der Weltrangliste abschloss. Mit verschiedenen Partnern folgten 2024 neun weitere Future-Titel, die ihn in die Top 350 führten und ihm die Teilnahmen an den höher dotierten Challengers ermöglichten. Zunächst gewann er 2025 zwei weitere Futures, bevor er in Koblenz mit Zahraj erstmals ein Challenger-Halbfinale erreichte. Im Juli des Jahres verlor er erst das Endspiel in Troyes bevor er zwei Wochen später im niederländischen Buschoten an der Seite von Michaël Geerts den ersten Challenger-Titel gewann. Infolgedessen zog er unter die Top 200 der Weltrangliste.

## Erfolge
| Legende (Anzahl der Siege) |
| Grand Slam                 |
| ATP Finals                 |
| ATP Tour Masters 1000      |
| ATP Tour 500               |
| ATP Tour 250               |
| ATP Challenger Tour (1)    |

### Doppel

#### Turniersiege
| Nr. | Datum         | Turnier    | Belag | Partner        | Finalgegner                | Ergebnis  |
| --- | ------------- | ---------- | ----- | -------------- | -------------------------- | --------- |
| 1.  | 20. Juli 2025 | Bunschoten | Sand  | Michaël Geerts | Mats Hermans Mick Veldheer | 7:5, 7:64 |